# 義不容情
《義不容情》（英語：Looking Back in Anger）是香港電視廣播有限公司製作的時裝恩仇劇集，共50集，韋家輝監製。故事主軸為一對兄弟丁有健（黃日華飾）和丁有康（溫兆倫飾）之間的恩怨情仇。本劇平均收視達47點，成為無綫1989年全年收視冠軍。

## 概要
延續無綫電視在1988年連續劇《誓不低頭》的威勢，此劇成為1980年代末最經典時裝劇。播出後隨即引起香港、新加坡與馬來西亞廣大迴響，當時，它被認為是 1989 年收視率最高的電視劇，以平均收視47點、最高收視68點，成為年度收視之冠。該劇是香港人心中的經典，也位列新加坡媒體評選的20世紀百部華語經典電視劇集第四位。在此之前無線電視的大製作皆不甚理想，此劇一經播出後無綫電視每部連續劇的收視逐漸回升及有慣性收視。
此劇劇本與演員演技俱佳，每個角色有血有肉，個性獨特鮮明，角色互動所產生的衝突是整部劇集的成功關鍵。黃日華自1983年主演《射鵰英雄傳》之後一直穩坐一線，曾在1987年由於合約問題而被派去出演二線與反派角色，但因主演此劇使到人氣再度提升；溫兆倫更憑演反派丁有康一炮而紅，被視為反派角色的代表作品。而劇中充當配角的陶大宇、劉錫明和羅嘉良，也成為日後無綫的一綫小生。
本劇主題曲為陳百強主唱的《一生何求》，以及由王傑主唱的插曲《幾分傷心幾分癡》成為當年風行得街知坊聞的經典金曲，前者更囊括當年年終各大頒獎禮獎項。本劇亦為1995年無綫28週年台慶公佈的十大全球最高收視率劇集之一。
本劇在1989年4月于翡翠台首播。曾於1992年8月、1995年12月、1998年7月、2018年11月分别在翡翠台、2016年8月在泰國第3電視台重播。2018年11月在翡翠台重播時每集附加中文字幕。
在中國大陸，播出時間為1990年前后，最初只是在第一批上星的衛視云南衛視、貴州衛視上播出，由于收視高漲、觀眾反響極其強烈，迅速在全國其他電視臺上播放。後來2005年9月在廣東電視台珠江頻道、2010年10月在湖北衛視重播。

## 故事大綱
1961年，丁永祥（黃日華飾）因好賭而弄得全家一貧如洗，妻子梅芬芳（藍潔瑛飾）在新春期間當扒手偷錢包，豈料錢包為一劫殺案的賊贓，芬芳被拘捕並被控謀殺。雖然芬芳的辯護律師朱小山（鄭君綿飾）最後找到劫殺案真兇，但真兇已病死而無法出庭作證，而主控官馮世邦（岳華飾）極力指控芬芳為兇手，結果芬芳在獄中誕下次子丁有康後被問吊。丁永祥大受刺激因而瘋癲，遺下有健（幼年由李泳豪飾）、有康兩兄弟，被永祥的前僱主李全（胡楓飾）和葉秀雲（蘇杏璇飾）夫婦收養，除丁氏兄弟外，夫婦二人先前亦收養陳少玲及周志文兩名孤兒。不久李全突然中風身故，秀雲一家雖頓失經濟支柱，但秀雲仍含辛茹苦將四名養子養女撫養成人。
1982年，有健（黃日華分飾）和有康（溫兆倫飾）已長大成人，一家五口居於牛頭角下邨，後來遷入居屋。有健為幫補家計而於早年輟學出外工作，因學歷不高，日間在大學食堂工作，晚上當夜更的士司機，後來改當旅遊巴司機。而有康則成功考入香港大學法律系。此時秀雲居於澳門的姪女李華（周海媚飾）因考入香港大學而寄居有健家中。有健因受在電視台工作的友人邀請拍攝一個電視節目，認識了與自己同年同月同日出生的富家女倪楚君（劉嘉玲飾）。楚君傾慕有健，奈何有健鍾情李華，後來有健成功追求李華，楚君只好將對有健的情意留在心裡。
有康考入大學法律系後，認識了一同修讀法律，世邦的幼子馮耀明（吳啟明飾）。此時世邦已辭任檢控官，創立佳美集團，成為城中富豪。有康放棄學業，透過耀明成功在佳美集團取得工作，但有健認定世邦是殺母仇人，對有康進入佳美工作相當不滿。
楚君父倪坤（關海山飾）為倪氏集團主席，是世邦的表兄，但亦是生意上的敵人。世邦欲收購倪氏，引起倪坤子倪俊傑（劉錫明飾）與世邦長子馮耀國（李成昌飾）之間的衝突。後來俊傑取得耀國的賄賂證據要脅耀國，最終令世邦放棄收購倪氏。俊傑約耀國在一停車場交回證據，有康作為耀國下屬與他一同前往。俊傑交還罪證後與耀國再起衝突，混亂中有康駕車撞死俊傑。有康闖下大禍後告知有健，有健建議他自首，但有康以自己有大好前途為由懇求有健。多年來有健的工作際遇不佳，但當時已順利在懲教署學校畢業並獲頒授最優秀學員「金笛獎」，成為準二級懲教助理員，個人事業上終有突破。但最後有健念及親情替有康頂罪，被判入獄兩年，同時因案底而被懲教署開除，終身不能任公務員，他對努力爭取得來的懲教工作倍感唏噓。
有康本與秀雲好友之女、居港馬來西亞華僑趙加敏（邵美琪飾）相戀，但後來為求事業發展而追求世邦之女馮美欣（商天娥飾）。加敏知悉後苦纏有康，並告知已懷了有康骨肉。有康得悉後竟動殺機，與加敏回馬來西亞探親時將她推下火車，並佈置成加敏自殺。之後有康成功追求美欣並結為夫婦，成為世邦之女婿而深受重用。
有健刑滿出獄後，經囚友杜金水（李家鼎飾）介紹下經營大牌檔。此時李華已大學畢業出來工作，與有健漸生隔膜。本來兩人希望以結婚來消除隔膜，但有健無意間看到李華寫給好友的書信草稿，得知李華對他們將來的婚姻信心不大。有健不想李華後悔，決定逃婚。李華不知就裡，痛恨有健，並前往馬來西亞工作。
楚君深信有健並非撞死弟弟俊傑的真兇，後來更得知有健為有康頂罪，於是在有健在囚期間及出獄後都積極幫助有健及其家人渡過很多難關。楚君也在有健鼓勵下，改變以往遊手好閒的富家小姐生活，在外面找到工作自給自足。有健與李華分手後，楚君在旁支持，有健終得知楚君埋藏在心中多年的情意，與她開展戀情。
有健的大牌檔生意蒸蒸日上，後來在楚君協助下發展成飯店，取名「君健」。但飯店開業不久，廚師突然全體離職，令飯店無法運作。有健靈機一觸，將飯店改成火鍋店，結果生意滔滔不絕。有健在獄中結識的一班囚友大多曾為商界的專業人士，出獄後留有案底難以找到工作，故紛紛投靠有健，眾人合力使火鍋店不斷擴充。
秀雲得知有健為有康頂罪後，一直與有康關係惡劣，後來得美欣從中調解，二人關係開始改善。秀雲得悉加敏之母健康欠佳後前往馬來西亞探訪，偶然發現加敏的書信並認為其死因有可疑，正巧當時有康到馬來西亞公幹，秀雲遂質問有康。有康為求自保殺害秀雲，埋屍荒野。秀雲失蹤後，有健親自往馬來西亞尋找其下落，在當地工作的李華也協助有健，最後二人發現秀雲屍首。種種證據指出秀雲極有可能遭有康殺害，有健得悉後痛心莫名，馬來西亞方面也欲引渡有康受審，卻被有康利用法律漏洞僥倖逃過引渡。
熟悉法律的世邦認定有康是殺害秀雲真兇，更認為有康禽獸不如，決定架空他在佳美集團一切權力。有康與世邦反目後露出真面目，美欣亦要求與有康離婚。有康趁機向美欣敲詐勒索，飽受打擊的美欣終日借酒消愁，最後心臟病發而死，有康因此獲得美欣的遺產。
李華在馬來西亞再見有健後，發覺仍心愛有健，亦得悉當年有健逃婚的原因，故回港希望與有健再續前緣，但此時有健與楚君已決定結婚。有健向李華告知其結婚計劃，李華傷心地與父母前往馬來西亞定居，途中遇上空難，李華父母遇難，而她成為飛機上兩個生還者之一，但已半身不遂。有健決定照顧李華一生，在她蘇醒後安排她居於少玲家中。
有康因股票投資失利以致家財盡失，遂綁架自己與美欣所生的兒子勒索世邦，結果事敗被警方通緝。有康為籌錢外逃，到少玲住所脅迫少玲及寄住的李華，碰到剛到來探望李華的有健，有康見事敗逃逸，被有健追捕至大廈正在維修的電梯槽前，欲暗算有健反而失足掉進電梯槽，有健本想救有康，但想起有康之前種種惡行而放棄，結果有康跌斷一手一腳而被捕，被法庭判入獄四年。
李華癱瘓後一直癡纏有健，一度影響有健與楚君的結婚計劃。後來李華表示已接受兩人結婚的事實，但在有健與楚君婚宴（即兩人生日當天）當晚，李華割脈自殺身亡。
四年後，「君健火鍋」已發展成涉足多個行業的「君健集團」。倪坤本看不起有健，此時亦欣賞有健的能力，倪氏集團收購君健集團，有健成為倪氏集團副主席及接班人。世邦的佳美集團被澳洲期信集團惡意收購而陷入困境，有健不念舊惡，利用倪氏集團資金購入佳美股份以協助擊退澳洲期信集團，更使世邦與倪坤和好。有健與楚君誕下一子丁宏輝，使倪坤欣喜不已。倪坤死後，有健繼承倪氏集團，身家過百億。此時世邦長子耀國患上末期癌症，加上女兒美欣之死，世邦開始反思當年是否令有健及有康的母親芬芳枉死，現在報應在自己子女身上。
有健發現有康出獄後露宿街頭，於心不忍而僱用他在旗下酒樓當廚房雜務，楚君知道後十分不滿。有康死性不改，得知一名有精神病的員工經常自製滅鼠藥，並竊聽得知有健沒有立遺囑後，趁有健一家到酒樓與員工共宴，在酒菜中下滅鼠藥，以圖毒死有健全家，並嫁禍給該名有精神病的員工，自己就可承繼有健財產。有健與楚君事後無礙，但兩人的兒子宏輝卻中毒身亡。有健後來查出中毒事件的真兇是有康，誓要讓他得到制裁。有健先假裝信任有康並安排高職給他，後來安排有康調往澳洲管理倪氏在當地的業務。在有康陪同有健等人前往澳洲履新時，有健暗中令有康遲到，令一行人須改搭途經馬來西亞的航班。飛機抵達馬來西亞當天正是秀雲生忌，馬來西亞警方上機將有康拘捕，最後有康謀殺罪成被判以絞刑。行刑當日有健帶同有康兒子探監，有康後悔莫及。
有康被捕後，楚君才從有健口中得知有康殺害兒子，不滿有健瞞著自己設局報仇，亦認為有健對有康一念之仁間接害死兒子，一時不能原諒有健，決定隨教會到非洲國家進行義務工作，不回香港。有健挽留楚君，楚君表示若有健堅持要等她回來，就在十年後他們生日及結婚周年當天，於他們結婚的教堂再會。楚君後來到肯雅當義工時遇上大地震，從此失蹤，但有健堅信楚君會信守約定，十年後在教堂等待楚君出現。
約定當日，有健在教堂從清晨等到午夜，楚君都沒有出現。午夜過後，有健因疲憊而睡著。一個神秘女子（2013年黃日華接受明報周刊訪問時透露是有健的義妹陳少玲）在有健身旁放下字條，之後離去。有健醒來，看見字條寫著：「君已死，請忘記！」

## 演員表

### 丁家
| 演員   | 角色   | 概述 |
| 藍潔瑛 | 梅芬芳 | 丁永祥之妻 丁有健、丁有康之母 因牽涉新春謀殺案被法庭判處絞刑，於第2集成功暫緩行刑，但於第3集因未能成功翻案而被處死 |
| 黃日華 | 丁永祥 | 梅芬芳之夫 丁有健、丁有康之父 於第2集為戒賭而斬去自己手指 於第3集因喪妻大受刺激，企圖與兩名兒子跳樓自殺，最後被送往精神病院 |
| 黃日華 | 丁有健 | Alex 丁永祥、梅芬芳之長子 丁有康之兄，後反目，最後和好 李全、葉秀雲之養子 丁宏輝之父 陳少玲、周志文之義兄 李華之表兄，後為其男友，於第31集逃婚 倪楚君之好友及傾慕對象，後為其男友，並於第46集結婚 與倪楚君及楊柏祖同年同月同日同時辰出生 於第21集為丁有康頂罪而入獄兩年 入獄前曾投考懲教署，並順利畢業獲頒授最優秀學員「金笛獎」，成為準二級懲教助理員 經杜金水介紹接手大牌檔，命名「健記」，後發展成「君健火鍋」，其後得一眾前囚友幫助下更發展成「君健集團」 涉足多個行業，最後更繼承倪氏集團，身家過百億 |
| 溫兆倫 | 丁有康 | Ben 本劇終極大反派 丁永祥、梅芬芳之幼子 丁有健之弟，後反目，最後和好 李全、葉秀雲之養子 強強之父 陳少玲、周志文之義兄，後反目 趙加敏之男友 馮美欣之男友，後結為夫婦，最後反目 香港大學法律系學生，後因成績欠佳及在佳美就職而退學 於第20集意外撞死倪俊傑 於第29集在馬來西亞把趙加敏推出火車外 於第37集在馬來西亞掐死葉秀雲並埋屍 於第40集與馮美欣辦理分居手續 於第42集繼承馮美欣之遺產 於第44集策劃綁架自己兒子以勒索馮世邦錢財 於第46集逃避丁有健追捕時失足掉進電梯槽，跌斷一手一腳並被捕，被法庭判入獄四年 於第48集設局在酒菜中下老鼠藥並嫁禍給阿旺，導致丁宏輝及杜金水等人被毒害 於第50集被馬來西亞法庭判處謀殺罪成，被捕初期毫無悔意並對丁有健惡言相向，但當丁有健帶其兒子探監時開始懺悔和後悔之前的所作所為並與丁有健和好，最後被執行絞刑 |
| 侯振宇 | 丁宏輝 | 丁有健、倪楚君之子 於第48集在丁有康設局下遭毒害而身亡 |

### 新春謀殺案
| 演員   | 角色           | 概述                                                               |
| 梁葆貞 | 包租婆         |                                                                    |
| 區 嶽  | 包租公         |                                                                    |
| 鄭君綿 | 朱小山         | Martin 梅芬芳之辯護律師                                            |
| 岳 華  | 馮世邦         | 檢控官                                                             |
| 關 菁  | 探 長          |                                                                    |
| 承 恩  | 警員甲         |                                                                    |
| 鄧汝超 | 警員乙         |                                                                    |
| 周天得 | 警員丙         |                                                                    |
| 駱應鈞 | 司徒鑽         | 新春謀殺案證人                                                     |
| 韋以茵 | 關姑娘         | 獄警                                                               |
| 何璧堅 | 獄 長          |                                                                    |
| 江 寧  | 鄧爵士         |                                                                    |
| 張 靜  | 護 士          |                                                                    |
| 鄭少萍 | 護 士          |                                                                    |
| 何柏光 | 新春謀殺案真兇 | 患有末期癌症，彌留時承認自己是劫殺老華僑男子的真兇，於認罪期間離世 |
| 紀保羅 | Mr.Brown       |                                                                    |
| 余家倫 | 邱國忠         | 朱小山轉為辯方證人後擔任梅芬芳辯護律師                             |

### 李家
| 演員   | 角色   | 概述 |
| 胡 楓  | 李 全  | 葉秀雲之夫 李立之兄 丁有健、丁有康、陳少玲、周志文之養父 於第3集腦充血死亡 |
| 蘇杏璇 | 葉秀雲 | 雲姨 李全之妻 丁有健、丁有康、陳少玲、周志文之養母，後與丁有康反目 蘭姨之同事兼好友 於第37集在馬來西亞遭丁有康掐死身亡 |
| 周海媚 | 李 華  | Connie 李立、林娣之女 有一兄一姊，但二人對李立、林娣和自己漠不關心 丁有康之表妹，曾傾慕丁有康，後反目 丁有健之表妹及女友，後因丁有健悔婚而分手 於第43集因雷暴導致飛機失事而受重傷，雖獲救但半身不遂 於第47集割脈自殺身亡                 |
| 何嘉麗 | 陳少玲 | 李全、葉秀雲之養女 丁有健、丁有康之義妹 周志文之義姊 方紅之女 馮耀國之女友，於第32集分手 非仔之母 何日富之女友，後為其妻 經何日富協助成為電視台藝人，並憑藉演藝工作尋回親母方紅 於大結局步進教堂，給丁有健遞上「君已死，請忘記！」的字條 |
| 梁思浩 | 周志文 | 李全、葉秀雲之養子 丁有健、丁有康、陳少玲之義弟 林秀文之男友，後為其夫，並育有一子 憑藉報章廣告尋回親生父母，但因親兄姊看不起自己而放棄與親生父母一起生活 於第39集以刀刺傷並脅持丁有康，後被判緩刑而無需入獄                             |
| 宗 揚  | 何日富 | 丁有健、丁有康、陳少玲、周志文之青梅竹馬好友 陳少玲之男友，後為其夫 非仔之繼父 在電視台工作 |
| 楊 羚  | 林秀文 | 周志文之女友，後為其妻 |
| 江 毅  | 李 立  | 林娣之夫 李全之弟 李華之父 於第43集因雷暴導致飛機失事而罹難 |
| 容守怡 | 林 娣  | 李立之妻 李華之母 於第43集因雷暴導致飛機失事而罹難 |
|        | 非 仔  | 馮耀國、陳少玲之子 何日富之繼子 |
| 梁 愛  | 英 姐  | 李全之女傭 |

### 倪家／倪氏集團
| 演員   | 角色     | 概述 |
| 關海山 | 倪 坤    | 倪氏集團主席 張淑芬之夫 馮世邦之表兄，與其不和 倪楚君、倪俊傑之父 於第23集因十多年前行賄被揭發而入獄兩年 其後委任丁有健出任倪氏集團副主席，進入半退休狀態 於第47集在睡夢中離世                                                                               |
| 朱承彩 | 倪張淑芬 | 倪坤之妻 倪楚君、倪俊傑之後母 於第47集因心臟病在睡夢中離世 |
| 劉嘉玲 | 倪楚君   | Sandy 倪坤、倪張淑芬之女 倪俊傑之姊 丁宏輝之母 傾慕丁有健，後為其女友，於第46集結為夫婦 與丁有健及楊柏祖同年同月同日同時辰出生 認為是丁有健對丁有康一念之仁間接害死兒子，一時不能原諒丁有健而離開香港 於第50集到肯雅當義工時遇上大地震後失蹤（後暗示已身亡） |
| 劉錫明 | 倪俊傑   | Francis 倪坤、倪張淑芬之子 倪楚君之弟 於第20集被馮耀國致使丁有康開車撞倒，最終因失血過多身亡 |
| 黃一飛 | 貴 叔    | 倪坤之助手，後為丁有健之助手 |
| 陳鳳冰 | 三 姐    | 倪家家傭 |

### 馮家／佳美集團
| 演員   | 角色   | 概述 |
| 岳 華  | 馮世邦 | Harry 新春謀殺案主控官 佳美集團主席 倪坤之表弟，與其不和 馮耀國、馮美欣、馮耀明之父                                                     |
| 李成昌 | 馮耀國 | Michael 馮世邦之子 馮美欣、馮耀明之兄 非仔之父 陳少玲之男友，於第32集分手 於第20集致使丁有康撞傷倪俊傑並不顧而去 於第50集患有末期食道癌 |
| 商天娥 | 馮美欣 | Cindy 馮世邦之女 馮耀國之妹 馮耀明之姊 強強之母 丁有康之女友，後為其妻，最後反目 於第40集與丁有康辦理分居手續 於第42集心臟病發身亡      |
| 吳啟明 | 馮耀明 | Sam 律師 馮世邦之子 馮耀國、馮美欣之弟 丁有康之大學同學及好友，後因馮美欣之死而反目 香港大學法律系畢業                                  |
| 凌禮文 | 麥先生 | 業務拓展部經理 |
| 馮瑞珍 |        | 馮家家傭 |
| 麥皓為 | 馮律師 | |
| 陳子豪 | 強 強  | 丁有康、馮美欣之子 |

### 趙家
| 演員   | 角色     | 概述                                                                         |
| 陳有后 | 趙 父    | 趙加敏之父                                                                   |
| 梅 蘭  | 趙 母    | 蘭姨 護士 趙加敏之母 葉秀雲之同事兼好友                                      |
| 邵美琪 | 趙加敏   | 醫科學生 丁有康之女友並與其珠胎暗結 於第29集在馬來西亞被丁有康推出火車外身亡 |
| 李國立 |          | 趙加敏之大哥 於第26集跟隨趙母返回馬來西亞                                    |
| 韋家輝 |          | 趙加敏之二哥 於第26集跟隨趙母返回馬來西亞                                    |
| 鐵和   | Mogan Ip | 軍人 趙加敏之舅父                                                            |

### 監獄／健記大牌檔／君健火鍋
| 演員   | 角色   | 概述 |
| 李家鼎 | 杜金水 | 丁有健之囚友 介紹丁有健接手大牌檔，後發展成「君健火鍋」 負責君健火鍋食材進貨 原本經常針對丁有健，後因被丁有健所救而成為好友 在獄中多次針對倪坤，倪坤的心靈亦因其折磨而受到創傷 於第48集在丁有康設局下被毒害 |
| 李國平 | 劉中正 | 丁有健之囚友 入獄前為廣告公司經理，因行賄而入獄 負責君健火鍋推廣 |
| 何貴林 | 彭 濟  | 丁有健之囚友 入獄前為會計師，因虧空公款而入獄 在獄中得知妻子移情別戀而企圖自殺，經丁有健和劉中正游說後放棄輕生 出獄後無法找到工作而生活潦倒，丁有健得悉後邀請其加入「君健火鍋」 |
| 馮 國  | 蘇華龍 | 丁有健之囚友 入獄前為投資顧問，因盜取顧客的股票轉售而入獄 建議丁有健擴充業務至六間分店，進資並協助取得銀行貸款 後逼使丁有健給予其兩間分店及「君健火鍋」的品牌以回購股份 其兩間分店業績及聲譽欠佳以致負債纍纍，後獲丁有健幫助並獲邀請重回「君健火鍋」 被丁有康嘗試挖角加盟其與大陸商人合作發展的飲食集團項目，其後假意與丁有康商討項目，但私底下代表「君健火鍋」與大陸商人直接談判，最後成功從丁有康手上搶走項目 丁有健成為倪氏集團副主席後擔任其助理，後為倪氏集團總經理 |
| 吳博君 | 阿 平  | 健記大牌檔／君健火鍋伙記 |
| 黃思恩 | 阿 朗  | 健記大牌檔／君健火鍋伙記 |
| 楊子韜 | 阿 旺  | 丁有健司機阿財之弟 修讀化學，經常自製滅鼠藥 患有精神病，於第48集被丁有康刺激以致精神病復發，並被嫁禍毒害丁宏輝及杜金水等人，被警方拘捕後被送入精神病院 |

### 其他主要角色
| 演員   | 角色   | 概述                                                                                            |
| 陶大宇 | 陳哲偉 | Herman 新任雜誌社總編 倪楚君之上司 傾慕倪楚君，向其表白被拒 後向丁有健透露倪楚君之心意          |
| 陳麗斯 | 方 紅  | 五十年代當紅女星 陳少玲之生母                                                                   |
| 譚兆明 | 劉偉剛 | 醫生 趙加敏之男友 因妒忌丁有康而與趙加敏發生情變，並因此誘發精神問題 於第16集被送往外國接受治療 |

### 其他演員
| 演員     | 角色           | 概述                                                                               |
| 羅嘉良   | 黃國基         | KK 倪楚君經其父親介紹之男友 於第10集因倪楚君逃婚而與其反目                         |
| 林文龍   | Dicky          | 馮耀明、丁有康之大學同學                                                           |
| 麥長青   | 阿 龍          | 馮耀明、丁有康之大學同學                                                           |
| 江榮暉   |                | 馮耀明、丁有康之大學同學                                                           |
| 田 青    | 劉偉剛父       |                                                                                    |
| 溫雙燕   | 劉偉剛母       |                                                                                    |
| 林韋辰   | 楊柏祖         | 與丁有健及倪楚君同年同月同日同時辰出生 於第50集因交通意外身亡                      |
| 梁健平   |                | 電視台監製                                                                         |
| 叢世權   |                |                                                                                    |
| 梅小惠   | 珍             | 大學飯堂收銀員 暗戀丁有健                                                          |
| 石毅魂   |                | 大學飯堂老闆                                                                       |
| 馬小虎   |                | 大學飯堂廚師                                                                       |
| 林家棟   |                | 大學飯堂侍應                                                                       |
| 林嘉麗   |                | 倪氏集團秘書                                                                       |
| 陳中堅   |                | 倪氏集團職員                                                                       |
| 王維德   |                | 倪氏集團職員                                                                       |
| 羅國維   |                | 國際刑警                                                                           |
| 林建輝   |                |                                                                                    |
| 黃恩慈   | 阿 May         | 李華好友                                                                           |
| 陳國志   |                |                                                                                    |
| 上官玉   |                |                                                                                    |
| 歐陽莎菲 |                |                                                                                    |
| 凌 漢    |                |                                                                                    |
| 侯蔚雲   |                |                                                                                    |
| 楊愛月   |                |                                                                                    |
| 黎寶儀   |                |                                                                                    |
| 李麗麗   |                | 雜誌社總編 倪楚君之前上司                                                          |
| 李顯明   | 阿 朱          | 雜誌社文員                                                                         |
| 李桂英   |                | 雜誌社文員                                                                         |
| 徐寶麟   |                | 雜誌社文員                                                                         |
| 陳家碧   |                | 藝員訓練班畢業典禮司儀                                                             |
| 顏昭雄   | 江子華         | 懲教署教官                                                                         |
| 曾守明   | 黄 強          | 曾經與何日富和丁有健參加懲教署助理督導員培訓                                       |
| 孫季卿   |                | 長洲雜貨店老闆                                                                     |
| 袁忠義   |                |                                                                                    |
| 褚肇祺   |                |                                                                                    |
| 姜為南   |                |                                                                                    |
| 曾耀明   |                |                                                                                    |
| 虞天偉   |                |                                                                                    |
| 李揚道   |                | 囚犯                                                                               |
| 黃英耀   |                |                                                                                    |
| 曹 濟    | 周志文父       | 周志文年幼時因家中財政困難而將其交給葉秀雲養育，後舉家移居日本並在當地成功發展事業 |
| 單劍圖   |                |                                                                                    |
| 許實賢   |                |                                                                                    |
| 黃德斌   |                | 馮耀國之下屬                                                                       |
| 葉碧雲   |                |                                                                                    |
| 劉秀萍   |                | 倪楚君之女秘書                                                                     |
| 歐偉強   |                |                                                                                    |
| 黃國輝   |                |                                                                                    |
| 劉安琪   |                |                                                                                    |
| 林美君   |                |                                                                                    |
| 李健強   |                |                                                                                    |
| 鄭維嘉   |                |                                                                                    |
| 黎寶儀   |                |                                                                                    |
| 陳玉麟   |                | 馮世邦秘書                                                                         |
| 陳玉麟   | 夜總會陪坐小姐 |                                                                                    |
| 蔡 雲    | 胡律師         | 利用法律漏洞，成功令丁有康不需引導到馬來西亞                                       |
| 梁惠蓮   |                | 秘書                                                                               |
| 田永加   | 陳先生 (阿 興) | 丁有康生意拍檔，後協助丁有康綁架強強                                               |
| 曾慧雲   | 吳姑娘         | 照顧傷殘後的李華之看護                                                             |
| 源子華   |                |                                                                                    |
| 張志強   |                |                                                                                    |
| 曾健明   |                | 林秀文夜校老師                                                                     |
| 曾健明   | 阿 財          | 阿旺之兄 丁有健司機，於第48集阿旺被嫁禍下毒後被辭退                                |
| 黃成想   |                | 記者 訪問馮世邦                                                                    |
| 黃成想   | 君健酒樓大廚   |                                                                                    |
| 何國強   |                | 醫生                                                                               |
| 陳勉良   |                | 馮耀國之下屬                                                                       |
| 陳勉良   | 陳 炳          | 丁有康匿藏時所在公寓之租客 曾協助丁有康逃避追捕及安排其潛逃                        |
| 李莉莉   |                | 夜總會陪坐小姐                                                                     |
| 王偉樑   |                | 大馬酒店住客                                                                       |
| 計祥龍   |                | 送貨員                                                                             |
| 譚一清   | 洪先生         | 佳美集團股東 將手上佳美15%股份售予丁有健                                           |
| 河國榮   |                | 澳洲期信集團職員                                                                   |
| 吳瑞庭   | Eric           | 被丁有健安排為丁有康助理，實暗中監視丁有康並故意令其行程延誤                       |
| 鄧汝超   | 阿 超          | 丁有健司機                                                                         |
| 孫鏡鴻   | 神 父          |                                                                                    |

## 軼事
- 自播映此劇後，劇中女主角劉嘉玲為男主角黃日華摺幸運星祝福，掀起「摺紙星」的熱潮。
- 黃日華1980年出道後憑《過客》一舉成名，1983年再憑《射雕英雄傳》走紅站穩一線，但至1987年黃日華開始不被重用，被無綫多次安排飾演反派及次要角色，1988年黃日華決定不與無綫續約，無綫當時亦冷待黃日華，但韋家輝堅持起用黃日華為男主角，才令黃日華憑此劇再次走紅。
- 此劇亦是無綫首次使用點陣電腦字體顯示劇集字幕。
- 該劇是無線電視於 1995 年宣布的全球收視率最高的電視劇。[5]
- 王傑自1988年憑《可能》一曲空降香港樂壇後，憑主唱插曲《幾分傷心幾分痴》橫掃三大流行榜，從而推高《故事的角色》，甚至是之前三張在台灣推出的國語大碟（《一場遊戲一場夢》、《忘了你忘了我》、《是否我真的一無所有》 ）在香港的銷量，次年更獨攬三大流行樂壇頒獎禮的新人獎。此外，陳百強主唱的《一生何求》，國語版原曲便是王傑的的《惦記這一些》，主題曲及插曲均由王傑包辦。
- 劇中大結局一幕，身穿紅色旗袍並沒有露面的神秘女子在有健身旁放下字條，觀眾熱議該女子究竟是楚君還是少玲。這一幕在2018年因為劇集重播而再次受到關注。監製韋家輝隨後公開表示，那名神祕女子雖然是由劉嘉玲扮演，但角色其實是由何嘉麗扮演的陳少玲，並且表明楚君在大地震中遇難。韋家輝更說當時很多編劇都反對要楚君死，並曾經寫過其他版本，包括楚君在地震後毀容並不想再見有健。但所有另類結局版本都被他否決。[6]
- 劇中大結局一集中，十年之約的前夕，蘇華龍勸有健之家人及好友多花點時間陪有健，並提及有健剛改遺囑，可能暗示有健或會步其父後塵在妻子亡後尋短見。
- 劇中丁有康（溫兆倫飾）跟外父兼老闆馮世邦（岳華飾）曾提及「Cable TV」（有線電視）計劃[註 1]。此計劃可以讓有線電視用戶使用該網絡作通訊[註 2]，與今天的互聯網類似；不過此劇拍攝期間（1988年），由蒂姆·伯纳斯-李所訂立的「WWW」和「URL」等互聯網概念皆未出現及公佈[註 3]，加上當時的香港於通訊技術仍處於第一代行動通訊(1G)、所用的流動電話屬於較龐大的電話「大哥大」[註 4]，因此劇中所提及的「Cable TV」計劃被指是「預告的網絡大未來」。[7]
- 2017年電視劇《誇世代》，主角宋仲基透過幻覺中看見丁有健的經歷，令唯利是圖的他醒覺「家人比金錢更重要」的道理。
- 2018年10月，無綫公佈此劇將於同年11月11日起在午夜時段重播後不久，在劇中飾演馮世邦的岳華於同年10月20日在溫哥華急病離世；而在劇中飾演男主角丁有健和丁有康之母梅芬芳的藍潔瑛，亦於同年11月3日被友人發現在家中洗手間滑倒失救去世。連續有兩名參演此劇的主要演員在劇集重播前離世，令是次重播引起觀眾關注。[8]

## 影碟發行
以下所有影碟發行均由電視廣播(國際)有限公司授權：
香港發行代理商現代音像(國際)有限公司於2002年推出發行了《義不容情》VCD影碟零售版本，此影碟將已播放的集數並製作成30隻碟作為片段完整及無刪剪版本，一套共分為三盒影碟，每隻碟跟電視劇的每集片長約60分鐘一樣，設有粵語及國語發音版本並配上繁體中文字幕，另外每盒影碟各有一隻VCD為隨碟附送，從第一盒至尾分別有：「逼娼為良」、「血網迷情」、以及「超越黃線」。
台灣發行代理商弘音多媒體科技股份有限公司於2007年推出發行了《義不容情》DVD影碟零售版本，此影碟燒錄VCD香港版的30隻碟作為集數，共6隻碟，設有粵語及國語發音版本並配上非隱藏繁體中文字幕。

## 外部連結
- 《義不容情》線上看 encoreTVB （页面存档备份，存于）
- 《義不容情》 Mytv Super （页面存档备份，存于）

## 電視節目的變遷
| 香港無綫電視翡翠台 黃金時段第一線劇集 星期一至五 19:35 - 20:35 | 香港無綫電視翡翠台 黃金時段第一線劇集 星期一至五 19:35 - 20:35 | 香港無綫電視翡翠台 黃金時段第一線劇集 星期一至五 19:35 - 20:35 |
| -------------------------------------------------------------- | -------------------------------------------------------------- | -------------------------------------------------------------- |
|                                                                | 義不容情 （1989.04.03 - 1989.06.09）                           |                                                                |
| 花月佳期 （1989.03.27 - 1989.03.31）                           | 相愛又如何 （1989.06.12 - 1989.07.07）                         |                                                                |

| 英屬香港 無綫電視翡翠台 午夜劇集時段 星期二至六（星期一至五深夜） 00:05/00:15 - 00:55/01:05 · 10月10日 00:45 - 01:35 · 月日起星期二至五（星期一至四深夜） 00:15 - 01:05 | 英屬香港 無綫電視翡翠台 午夜劇集時段 星期二至六（星期一至五深夜） 00:05/00:15 - 00:55/01:05 · 10月10日 00:45 - 01:35 · 月日起星期二至五（星期一至四深夜） 00:15 - 01:05 | 英屬香港 無綫電視翡翠台 午夜劇集時段 星期二至六（星期一至五深夜） 00:05/00:15 - 00:55/01:05 · 10月10日 00:45 - 01:35 · 月日起星期二至五（星期一至四深夜） 00:15 - 01:05 |
| --- | --- | --- |
| | 義不容情 （1992.08.11 - 1992.10.20） | |
| 豪情 （1992 - 1992） 92巴塞羅那奧運 （1992 - 1992.08）（00:05-05:00）                                                                                                   | 星期二至五: 楊家將 （1992.10.21 - 1992.10.28）星期六: 三度誘惑 （1992.10.17）（00:15-01:30）                                                                            | |

| 英屬香港 無綫電視翡翠台 午夜劇集時段 星期二至五（星期一至四深夜） 00:20/00:15 - 01:15/01:10 | 英屬香港 無綫電視翡翠台 午夜劇集時段 星期二至五（星期一至四深夜） 00:20/00:15 - 01:15/01:10 | 英屬香港 無綫電視翡翠台 午夜劇集時段 星期二至五（星期一至四深夜） 00:20/00:15 - 01:15/01:10 |
| ------------------------------------------------------------------------------------------- | ------------------------------------------------------------------------------------------- | ------------------------------------------------------------------------------------------- |
|                                                                                             | 義不容情 （1995.12.26 - 1996.03.28）                                                        |                                                                                             |
| 鹿鼎記 （1995.10.17 - 1995.12.22）                                                          | 獵鷹 （1996.03.29 - 1996.05.02）                                                            |                                                                                             |

| 香港 無綫電視翡翠台 下午劇集時段 星期一至五 14:10 - 15:05 | 香港 無綫電視翡翠台 下午劇集時段 星期一至五 14:10 - 15:05 | 香港 無綫電視翡翠台 下午劇集時段 星期一至五 14:10 - 15:05 |
| --------------------------------------------------------- | --------------------------------------------------------- | --------------------------------------------------------- |
|                                                           | 義不容情 （1998.07.17 - 1998.09.24）                      |                                                           |
| 有肥人終成眷屬 （1998.06.19 - 1998.07.16）                | 愛在暴風的日子 (翡翠首映) （1998.09.25 - 1998.10.16）     |                                                           |

| 香港 無綫電視翡翠台 午夜劇集時段 每晚 23:50 - 00:55 · 11月25日及12月8日 暫停播映 · 11月19日 23:55-00:55 · 12月31日（1月1日深夜）00:35 - 02:35（兩集連播） | 香港 無綫電視翡翠台 午夜劇集時段 每晚 23:50 - 00:55 · 11月25日及12月8日 暫停播映 · 11月19日 23:55-00:55 · 12月31日（1月1日深夜）00:35 - 02:35（兩集連播） | 香港 無綫電視翡翠台 午夜劇集時段 每晚 23:50 - 00:55 · 11月25日及12月8日 暫停播映 · 11月19日 23:55-00:55 · 12月31日（1月1日深夜）00:35 - 02:35（兩集連播） |
| --- | --- | --- |
| | 義不容情 （2018.11.11 - 2018.12.31） | |
| 珠光寶氣 （2018.08.20 - 2018.11.10） | 蓋世豪俠 （2019.01.01 - 2019.01.30） | |